# Turi Ferro

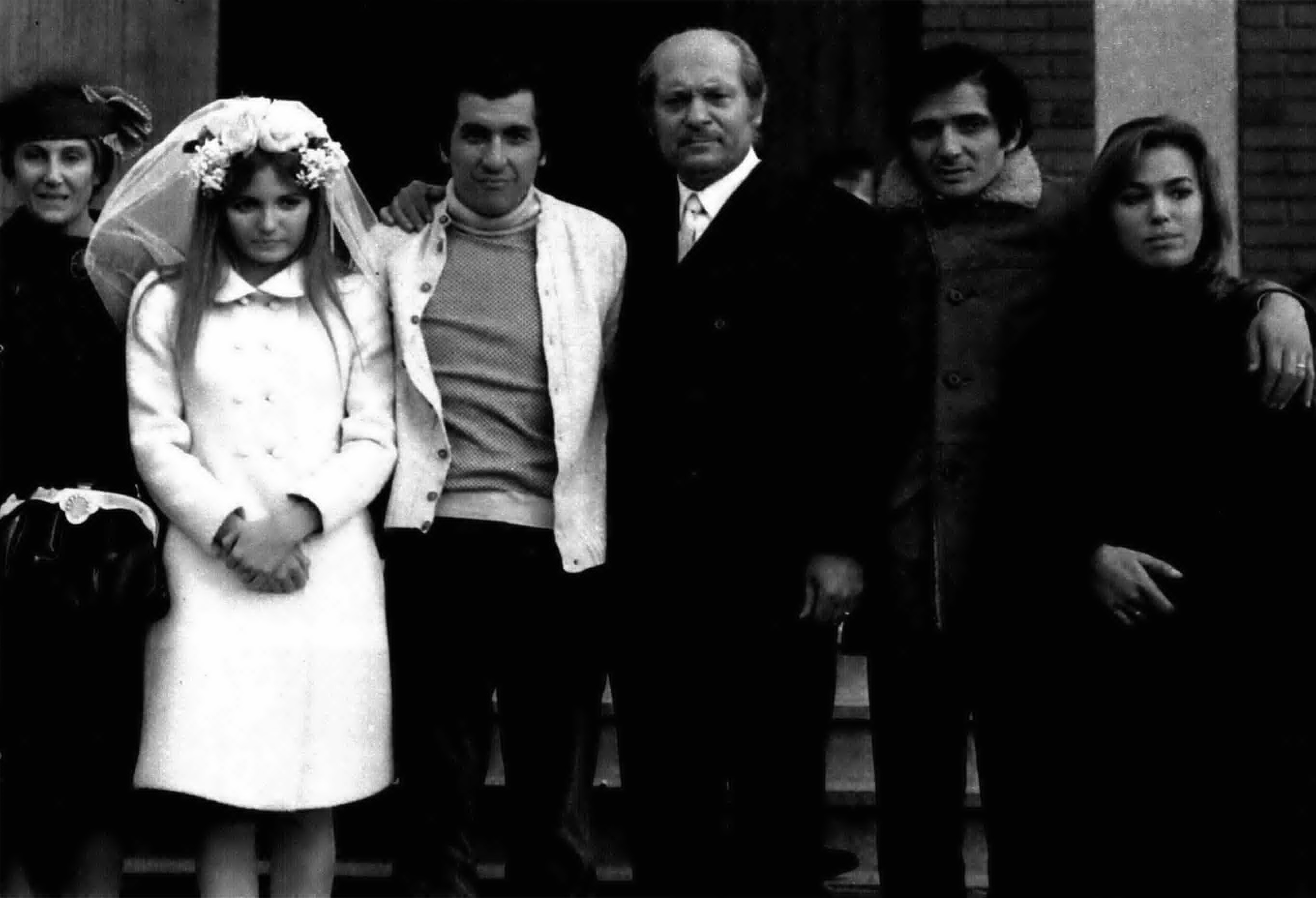
Izq. a der., Nella Bartoli, Micaela Esdra, Salvatore Nocita, Turi Ferro, Bruno Cirino y Francesca De Seta

Turi Ferro (10 de enero de 1921 – 10 de mayo de 2001) fue un actor teatral, cinematográfico y televisivo de nacionalidad italiana, considerado como el más importante intérprete del teatro siciliano posterior a la Segunda Guerra Mundial.

## Biografía
Nacido en Catania, Italia, su verdadero nombre era Salvatore Ferro. Comenzó a actuar siendo muy joven, en el Teatro Coppola de Catania, en la compañía Brigata d'arte filodrammatica, dirigida por su padre, Guglielmo Ferro, que le sugirió que, además de continuar siendo un actor teatral, también profundizara en sus estudios, a fin de asegurarse un trabajo en el futuro.
Actuó por vez primera en representaciones de carácter profesional en 1948, coincidiendo con Ida Carrara, con la que se casaría en 1951. Ambos actuaron en la Compagnia Pier Maria Rosso di San Secondo de Roma. Ferro formó su propia compañía teatral en 1953 junto a su esposa, llevando a escena numerosas obras de autores sicilianos.
La pareja creó en 1957 L'Ente Teatrale Sicilia, en la que actuaron los mejores actores regionales, entre ellos Michele Abruzzo, Rosina Anselmi y Umberto Spadaro, aunque no pudieron contar con Salvo Randone.
Finalmente, en 1958 fundó el Teatro Stabile de Catania, siempre con Michele Abruzzo y Umberto Spadaro. Ganó fama con sus representaciones de Luigi Pirandello y Giovanni Verga, debutando con Malìa, de Luigi Capuana. Posteriormente se representó Il fu Mattia Pascal, Liolà, Uno, nessuno e centomila, Questa sera si recita a soggetto, Come tu mi vuoi, Pensaci, Giacomino!, Así es (si así os parece), Seis personajes en busca de autor, La lupa y Mastro-don Gesualdo, está última obra de Giovanni Verga.
Otro de los grandes autores sicilianos que representó con frecuencia fue Leonardo Sciascia, llevando a escena e interpretando obras como Gli zii di Sicilia, Candido, La corda pazza, Le parrocchie di Regalpetra, Nero su nero, Il giorno della civetta, Todo modo, entre otras.
Sin embargo, no se limitó únicamente al teatro siciliano. En 1965 el director Luigi Squarzina le dio el papel principal de La Grande Speranza, de Carlo Marcello Rietmann. Fue, además, uno de los pocos actores teatrales sicilianos en actuar en I Carabinieri, de Beniamino Joppolo, obra llevada a escena en el Festival de los Dos Mundos por el director cinematográfico Roberto Rossellini. Otra de las obras destacadas en las que actuó Ferro fue Il sindaco del rione Sanità, de Eduardo De Filippo. Ferro siguió trabajando en el teatro prácticamente hasta su muerte, actuando por última vez en La Cattura.
Para el cine trabajó en más de treinta producciones estrenadas entre 1962 y 1998, siendo dos de las más importantes Tu ridi y Malizia. Desde inicios de los años 1970 empezó a actuar para la RAI en diferentes series televisivas y adaptaciones teatrales. 
En 1974 recibió un Premio David de Donatello especial por su trayectoria artística.
Turi Ferro falleció en Sant'Agata li Battiati, Italia, en 2001, a causa de un infarto agudo de miocardio. Tenía 80 años de edad. Fue enterrado en dicha población.

## Teatro
- Malìa (1958), de Luigi Capuana
- Liolà (1958), de Luigi Pirandello
- La governante (1960), de Vitaliano Brancati, dirección de Luigi Squarzina
- La lupa (1962), de Giovanni Verga
- L'uomo e la sua morte (1962), de Giuseppe Berto
- I giganti della montagna (1966), de Luigi Pirandello, dirección de Giorgio Strehler
- Mastro-don Gesualdo (1967), de Giovanni Verga
- Seis personajes en busca de autor (1980), de Luigi Pirandello, dirección de Giancarlo Cobelli
- Tito Andrónico (1983), de William Shakespeare
- Il berretto a sonagli (1985), de Pirandello
- Antígona (1986), de Sófocles
- I Viceré (1994), de Federico De Roberto
- Il visitatore (1996), de Éric-Emmanuel Schmitt
- I Malavoglia (1998), de Giovanni Verga
- La cattura (2001), de Andrea Camilleri
- Pensaci, Giacomino!, de Luigi Pirandello
- Cada uno a su manera, de Luigi Pirandello, dirección de Squarzina
- Il giorno della civetta, de Leonardo Sciascia
- Il Consiglio d'Egitto, de Leonardo Sciascia
- El avaro, de Molière

## Televisión

### Series
- Mastro Don Gesualdo (1964), con Lydia Alfonsi y Enrico Maria Salerno
- Il padrone del villaggio (1965), de Fiódor Dostoyevski
- Melissa (1966), de Francis Durbridge
- I racconti del maresciallo (1968), de Mario Soldati
- Il mondo di Pirandello (da Novelle per un anno), de Luigi Pirandello (1968)
- Il segreto di Luca (1969), de Ignazio Silone
- I Nicotera (1972)
- La quinta donna (1982)
- E non se ne vogliono andare (1988), con Virna Lisi y Catherine Spaak
- E se poi se ne vanno? (1989), con Virna Lisi

### Teatro
- Lu cavalieri Pidagna (1959)
- Il marchese di Ruvolito (1961)
- L'accusatore pubblico (1961)
- La locanda dei misteri (1961)
- Merluzzo (1964)
- Ma non è una cosa seria (1964)
- Dalila (1965)
- Inquisizione (1965)
- L'orologio a cucù (1966)
- Boris Godunov (1966)
- Cavalleria rusticana (1967)
- Ah, Wildernessi (Fermenti) (1968)
- L'aria del continente, dirección de Turi Ferro y Marcello Sartarelli (1970)
- Il candidato (1971)
- A ciascuno il suo (1983)
- Il visitatore (1997)
- Il consiglio d'Egitto (1997)

## Cine
- Hay que quemar a un hombre (Un uomo da bruciare) de  Valentino Orsini y los Hermanos Taviani (1962)
- Extraconiugale (1964)
- Io la conoscevo bene (1965)
- Rita la zanzara (1966)
- Non stuzzicate la zanzara (1967)
- Sette volte sette (1969)
- Un caso di coscienza (1970)
- Scipione detto anche l'Africano, de Luigi Magni (1971)
- El caso está cerrado, olvídelo, de Damiano Damiani (1971)
- Proceso a un estudiante acusado de homicidio, de Mauro Bolognini (1972)
- La violenza: quinto potere, de Florestano Vancini (1972)
- Mimì metallurgico ferito nell'onore, de Lina Wertmüller (1972)
- La mano nera, de Antonio Racioppi (1973)
- Malizia, de Salvatore Samperi (1973)
- Virilità, de Paolo Cavara (1973)
- La governante, de Giovanni Grimaldi (1974)
- Il lumacone, de Paolo Cavara (1974)
- Vergine, e di nome Maria (1975)
- I baroni (1975)
- Che notte quella notte!, de Ghigo De Chiara (1977)
- Stato interessante, de Sergio Nasca (1977)
- Fatto di sangue fra due uomini per causa di una vedova. Si sospettano moventi politici, de Lina Wertmüller (1978)
- Ernesto, de Salvatore Samperi (1978)
- Il turno, de Tonino Cervi (1981)
- La posta in gioco, de Sergio Nasca (1988)
- E non se ne vogliono andare!, de Giorgio Capitani (1988)
- Malizia 2000, de Salvatore Samperi (1991)
- Tu ridi, de los hermanos Taviani (1998)